# Castelnau-Tursan
Castelnau-Tursan – miejscowość i gmina we Francji, w regionie Nowa Akwitania, w departamencie Landy.
Według danych na rok 1990 gminę zamieszkiwały 192 osoby, a gęstość zaludnienia wynosiła 21 osób/km² (wśród 2290 gmin Akwitanii Castelnau-Tursan plasuje się na 985. miejscu pod względem liczby ludności, natomiast pod względem powierzchni na miejscu 1125.).